# Castello di Racconigi

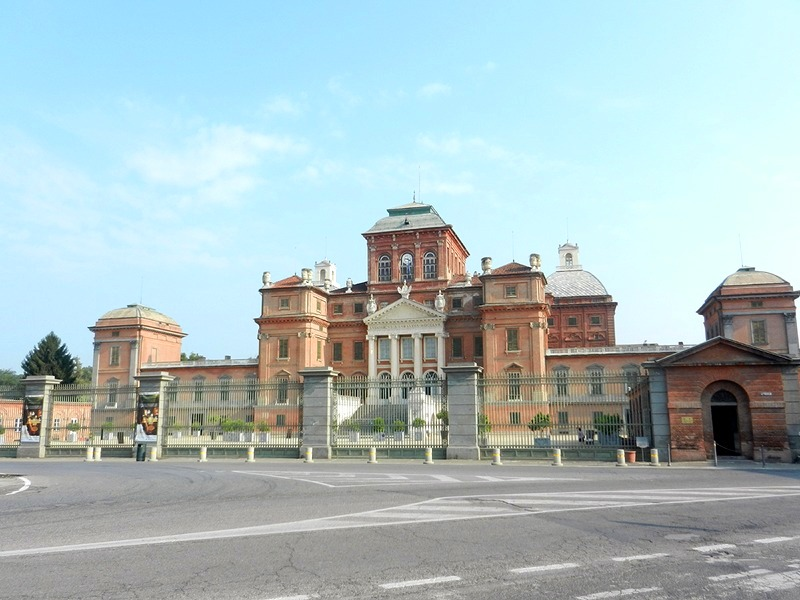
Eingangsseite

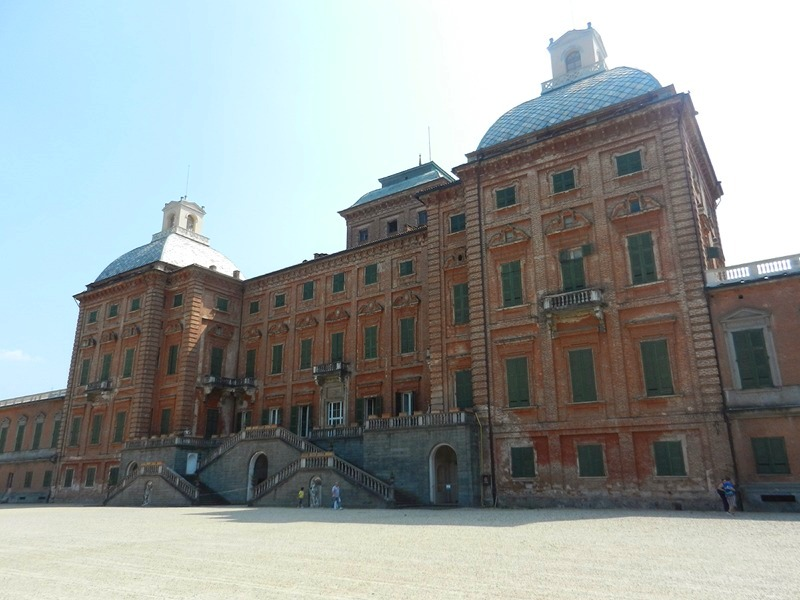
Gartenseite

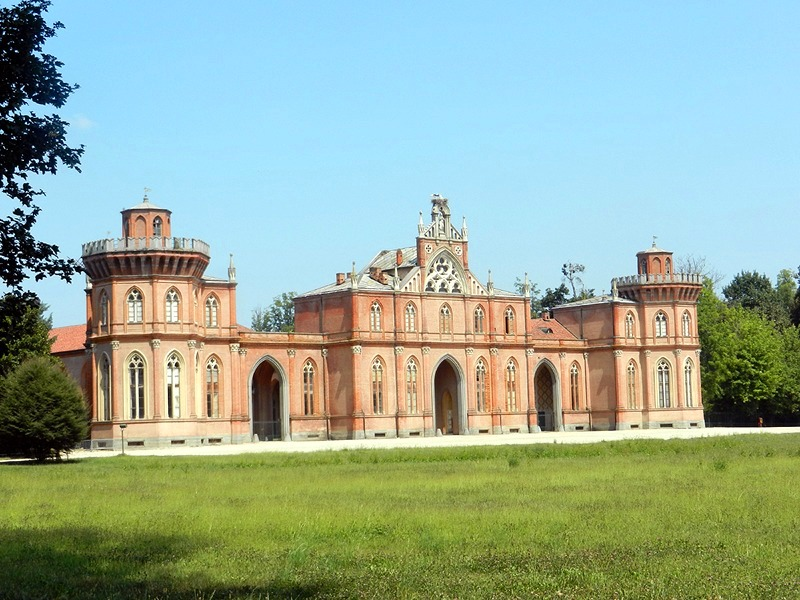
Margaria des Castello in Racconigi

Das Castello di Racconigi ist ein königliches Schloss in der 30 Kilometer südlich von Turin auf dem Weg nach Saluzzo gelegenen Gemeinde Racconigi. Als Residenz des Hauses Savoyen wurde es 2008 in die Liste des UNESCO-Weltkulturerbes aufgenommen.

## Geschichte
Am südwestlichen Ortsrand wurde 1676 bis 1684 von Guarino Guarini das riesige Schloss als Residenz für die Fürsten von Carignano aus einer Nebenlinie des Savoyer Herrscherhauses begonnen. Erweiterungen im 18. und 19. Jahrhundert geben dem Komplex eine stilistisch uneinheitliche Anmutung. Aus den Jahren 1825 bis 1845 stammt die Umgestaltung der Eingangssituation mit dem Schlossplatz, seinem Lanzengitter, den flankierenden Nebengebäuden und der 120 m breiten Hauptfront. Deren klassizistisches Giebelportal wird flankiert von zwei mächtigen Vorsprüngen (1758), die im Kern noch die Ecktürme eines gotischen Vorgängerbaus enthalten. Dahinter ragt ein Zentralturm mit seinen Bogenfenstern und dem geschweiften Dach auf, der noch zu Guarinis Bauphase gehört.
Die Gartenseite zeigt Guarinis Planung unverfälschter. Zwei monumentale Ecktürme beziehen sich motivisch auf die Hauptfassade, Gliederungselemente und Fensterformen ziehen sich einheitlich über die 15 Achsen, auch die Dachformen sind einander harmonisch angepasst. Lediglich die Rampentreppe (1848) weicht in ihrer Farbigkeit und abweisend wirkenden Anordnung von Guarinis Intentionen ab.
Die aktuelle Innenausstattung stammt aus dem 18. und 19. Jahrhundert: Klassizistischer Eingangssaal (1757, gemalte Kassettendecke um 1840) mit Skulpturen zu den Taten des Herkules, aus der gleichen Zeit der Diana-Saal auf der Gartenseite, Chinesischer Salon mit Stuckaturen um 1680, „etruskisches“ Arbeitszimmer mit antiken Originalen und andere historistisch ausgemalte und dekorierte Räume.
Der Park, ursprünglich nach Plänen André Le Nôtres angelegt, wurde ab 1820 durch einen Landschaftsgarten ersetzt. 1834 wurde hier das landwirtschaftliche Versuchsgut La Margeria errichtet, mit einer neugotischen Dreiflügelanlage, der 1850 noch ein Gewächshaus als verglaste Eisenkonstruktion angegliedert wurde.
1980 wurde das Schloss vom italienischen Staat angekauft.